# Campylomyza cingulata
Campylomyza cingulata är en tvåvingeart som beskrevs av Jaschhof 2009. Campylomyza cingulata ingår i släktet Campylomyza, och familjen gallmyggor. Arten är reproducerande i Sverige.